# Pastereczka i kominiarczyk

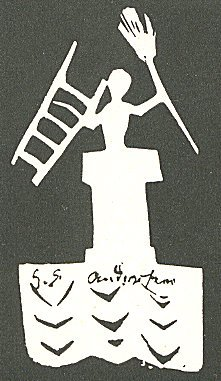

Pastereczka i kominiarczyk lub Pasterka i kominiarczyk (tytuł oryginalny: Hyrdinden og Skorstensfejeren) – baśń Hansa Christiana Andersena wydana po raz pierwszy w 1845 roku. 

## Adaptacje filmowe
- Pasterka i kominiarczyk – francuski film animowany z 1953 roku w reżyserii Paula Grimaulta.
- Pastereczka i Kominiarczyk – radziecki film animowany z 1965 roku w reżyserii Lwa Atamanowa.
- Król i ptak – francuski film animowany z 1981 roku w reżyserii Paula Grimaulta.